# Randeep Hooda
Randeep Hooda (né le 20 août 1976 à Rothak, Inde) est un acteur indien de Bollywood. Remarqué dès son premier film, Le Mariage des moussons (Mira Nair, 2001), la suite de sa carrière est plus laborieuse. En effet, il doit attendre quatre ans pour obtenir un deuxième rôle puis enchaine des films vite oubliés. Ce n'est qu'en 2010 qu'il attire de nouveau l'attention avec Once Upon a Time in Mumbaai (en) puis Saheb Biwi Aur Gangster en 2011. Depuis, il tourne plusieurs films à succès où son physique avantageux de sportif est souvent mis en valeur.

## Jeunesse
Randeep Hooda (hindi : रणदीप हुड्डा), né le 20 août 1976 à Rohtak(Haryana, Inde), est le fils de Ranbir Hooda, chirurgien, et d'Asha Hooda, travailleuse sociale. Il a une sœur aînée et un frère cadet. Enfant, il a une passion pour le sport et en pratique plusieurs dont la natation et l'équitation. Randeep Hooda passe une partie de son enfance dans la ville de Rohtak où il fréquente le MNSS, un lycée qui allie étude et sport. 
En 1995, Randeep Hooda quitte l'Inde pour suivre des études supérieures en Australie à Melbourne.
En 2000, il retourne en Inde et se passionne pour le théâtre et joue dans quelques pièces à Delhi. Très vite, il est repéré par la réalisatrice Mira Nair qui lui offre un rôle dans Le Mariage des moussons.

## Carrière

### Débuts (2000-2009)
Ses débuts à Bollywood sont laborieux malgré le succès du Mariage des moussons. Randeep Hooda met quatre ans avant de décrocher un nouveau rôle. En 2005, l'acteur est ainsi à l'affiche de D (film)  dans lequel il interprète le rôle de Deshu, un simple mécanicien corrompu par la mafia. Réalisée par Ram Gopal Varma, le film est salué par la critique mais n'obtient qu'un succès d'estime.
Puis, en 2006, l'acteur tourne dans un film collectif Darna Zaroori Hai où il donne la réplique à Zakir Husain. Le long métrage est un succès commercial et critique dû surtout à une distribution impressionnante qui comprend Amitabh Bachchan, Sunil Shetty et Bipasha Basu.
L'année suivante, il s'essaie de nouveau à un film de gangsters sur la pègre de Mumbai avec Risk où il donne la réplique à Vinod Khanna ; néanmoins, le film est un échec, la majorité des spectateurs restant attachée au masala et non au film noir.
En 2008, l'acteur est à l'affiche de deux échecs commerciaux, le masala Ru Ba Ru et le film dramatique Rang Rasiya. Ce dernier, réalisé par Ketan Mehta, retrace la vie de Raja Ravi Varma, célèbre peintre indien de la fin du XIXe siècle et grand amoureux des femmes ce qui provoque des difficultés avec la prude censure indienne et retarde sa sortie de six ans. Malgré cela, le film rencontre un certain succès critique et confirme le talent de Randeep Hoda.
L'année 2009 n'est guère propice, l'acteur tourne de nouveau dans deux échecs commerciaux : Karma Aur Holi avec Sushmita Sen et la comédie Love Kichdi où on le voit pour la première fois dans un registre comique.

### Succès (depuis 2010)

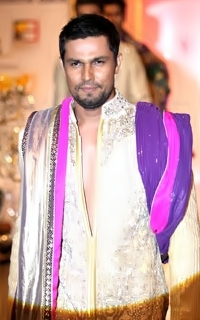
Randeep lors d'un défilé

En 2010, la donne change pour l'acteur. Il tourne Once Upon Time In Mumbaai, gros succès critique et publique où l'acteur interprète le rôle d'un inspecteur impuissant face à la pègre et aux attentats qui frappent Bombay en 1993.
L'année suivante, il continue sur sa lancée et livre de nouveau un succès avec Saheb Biwi Aur Gangster où il partage la vedette avec Jimmy Shergill et Mahie Gill. L'acteur interprète le rôle de Babloo, un assassin ambitieux et manipulateur qui rêve de pouvoir.
2012 est l'année de la consécration pour l'acteur qui enchaîne les films et les succès. Son premier film de l'année est Jannat 2 où il interprète de nouveau le rôle d'un policier ripoux. Jism 2, malgré les mauvaises critiques et le scandale qui entoure sa sortie, est un succès au box-office  et confère à l'acteur le statut de sex symbol en Inde . Enfin, il est à l'affiche du film Heroïne où il donne la réplique à Kareena Kapoor, modeste succès commercial et critique dans lequel sa complicité avec sa partenaire dans les scènes intimes est remarquée.
Début 2013, l'acteur est à l'affiche de Murder 3, troisième volet de la célèbre saga, le film est néanmoins un échec critique bien qu'il connaisse un certain succès commercial,.
Puis, il tourne pour la première fois de sa carrière avec Rani Mukherjee dans Bombay Talkies de Karan Johar, le film est acclamé par la critique
En 2014, Randeep Hooda surprend une fois de plus en interprétant un ravisseur à l'apparence brute mais dont le fond est rempli d'une sensibilité accrue de par son histoire dans Highway de Imtiaz Ali, le film  est un succès critique et commercial.

## Filmographie

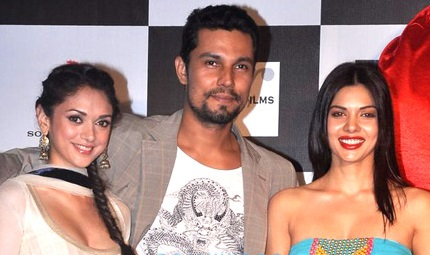
Murder 3

- 2001 : Le Mariage des moussons : Rahul Chadha
- 2005 : D : Deshu
- 2006 : Darna Zaroori Hai : Ajay Doshi
- 2007 : Risk : Suryakant Satam
- 2008 : Ru Ba Ru : Nikhil
- 2008 : Rang Rasiya : Raja Ravi Varmâ
- 2009 : Karma Aur Holi : Dev
- 2009 : Love Khichdi : Vir Pratap Singh
- 2010 : Once Upon A Time In Mumbaai : Agnel Wilson
- 2011 : Saheb Biwi Aur Gangster : Babloo / Lalit
- 2012 : Jannat 2 : ACP Pratap Raghuvanshi
- 2012 : Cocktail (participation exceptionnelle)
- 2012 : Jism 2 : Kabir
- 2012 : Héroïne : Angad Paul
- 2013 : Murder 3 : Vikram
- 2013 : Bombay Talkies : Dev
- 2013 : John Day : ACP Gautam
- 2013 : Highway : Mahabir
- 2014 : Kick : Himanshu Tyagi
- 2014 : Rang Rasiya : Raja Ravi Varma
- 2014 : Ungli : Abhay
- 2015 : Beeba Boys : Jeet Johar
- 2015 : Main Aur Charles : Charles Sobhraj
- 2016 : Laal Rang : Shankar Malik
- 2016 : Sarbjit : Sarabjit Singh
- 2016 : Do Lafzon Ki Kahani : Suraj
- 2016 : Sultan : l'entraineur du sultan
- 2017 : Battle of Saragarhi : Havaldar Ishar Singh
- 2020 : Tyler Rake (Extraction) de Sam Hargrave